# Kasepere
Kasepere är en by i nordvästra Estland. Den ligger i Lääne-Harju kommun i landskapet Harjumaa, 40 km sydväst om huvudstaden Tallinn. Antalet invånare var 86 år 2011. Byn tillhörde Padis kommun 1992-2017. 
Kasepere ligger 24 meter över havet terrängen runt byn är platt. Runt Kasepere är det glesbefolkat, med 12 invånare per kvadratkilometer. Närmaste större samhälle är Keila, 17 km nordost om Kasepere. I omgivningarna runt Kasepere växer i huvudsak blandskog.